# Coupe du Portugal de football 1970-1971
Navigation
1969-1970 1971-1972

La Coupe du Portugal de football 1970-1971 est la 31e édition de la Coupe du Portugal de football, considéré comme le deuxième trophée national le plus important derrière le championnat. 
La finale est jouée le 27 juin 1971, au stade national du Jamor, entre le Sporting Clube de Portugal et le Benfica Lisbonne. Le Sporting CP remporte son septième trophée en battant le Benfica 4 à 1. Le Sporting CP se qualifie pour la Coupe d'Europe des vainqueurs de coupe de football 1971-1972.

## Finale
| 27 juin 1971 | Sporting Clube de Portugal | 4 - 1   | Benfica Lisbonne | Stade national du Jamor     |                             |
|              |                            | (3 - 0) |                  | Arbitrage : Ismael Baltazar | Arbitrage : Ismael Baltazar |
|              | Feuille de match           |         |                  | Arbitrage : Ismael Baltazar | Arbitrage : Ismael Baltazar |